# Erigone cristatopalpus
Erigone cristatopalpus là một loài nhện trong họ Linyphiidae.
Loài này thuộc chi Erigone. Erigone cristatopalpus được Eugène Simon miêu tả năm 1884.